# 策克镇
策克镇是中华人民共和国内蒙古自治区阿拉善盟额济纳旗下辖的一个镇，于2021年3月成立。
2021年3月3日，内蒙古自治区人民政府下发《内蒙古自治区关于阿拉善盟在策克口岸经济开发区设立策克镇的批复》，决定设立策克镇，管辖范围由苏泊淖尔苏木划出323.23平方公里，镇人民政府驻地设在准扎哈音乌素。

## 行政区划
策克镇下辖以下村级行政区划单位：
策克镇虚拟社区。